# 中村瞳子
中村 瞳子（なかむら とうこ、1995年11月6日 - ）は、日本の女性アニソンDJ。神奈川県出身。

## 経歴
2014年に開催された「39thホリプロタレントスカウトキャラバン Singer☆Actress Audition 〜美唱女〜」にて応募総数3万8628人の中からファイナリスト8名に選出される。
「日本一かわいいアニソンDJ屋さん」としてAnime JapanやRe:animation12など、さまざまなイベントに出演。また、2017年8月には自身初の舞台に初出演するなど多方面で活動中。
2018年6月18日、ホリプロからホリプロインターナショナルに移籍。
2020年3月31日にホリプロインターナショナルを退所。
2022年11月1日にDJグループである「OMOTENASHI BEATS」に参加